# Europejski Zielony Ład
Europejski Zielony Ład (ang. European Green Deal) – zbiór inicjatyw politycznych Komisji Europejskiej, których nadrzędnym celem jest osiągnięcie neutralności dla klimatu w Europie do 2050.

## Główne kierunki działania
Założenia Europejskiego Zielonego Ładu zostały przedstawione w opublikowanym w grudniu 2019 roku komunikacie Komisji do Parlamentu Europejskiego, Rady Europejskiej, Rady, Komitetu Ekonomiczno-Społecznego i Komitetu Regionów pn. Europejski Zielony Ład (COM(2019) 640 final).
Komisja Europejska określiła 10 priorytetów, zakładających dokonanie przeglądu każdego istniejącego prawa pod kątem jego wpływu na klimat, a także wprowadzenie nowych przepisów dotyczących gospodarki o obiegu zamkniętym, renowacji budynków, różnorodności biologicznej, rolnictwa i innowacji.
1. Neutralność klimatyczna Europy
2. Gospodarka o obiegu zamkniętym
3. Renowacja budynków
4. Zero zanieczyszczeń
5. Ekosystemy i bioróżnorodność
6. Zdrowa żywność i zrównoważone rolnictwo
7. Zrównoważony transport
8. Środki finansowe dla najbardziej potrzebujących regionów
9. Badania, rozwój i innowacje
10. Reprezentacja dyplomatyczna na zewnątrz UE

## Protesty przeciw Zielonemu Ładowi
Zapowiedzi i wprowadzenie pierwszych zmian w ramach polityki Zielonego Ładu wywołało falę protestów rolników w krajach Unii Europejskiej, które rozpoczęły się cichym protestem niemieckich rolników (niem. Aktion Grüne Kreuze) oraz protestami w Holandii w roku 2019, jednak istotnie uległy zaostrzeniu we wszystkich krajach UE w grudniu 2023 w obliczu wprowadzenia postanowień zielonego ładu.
Główne postulaty Zielonego Ładu, które wzbudzają sprzeciw rolników w Europie:
- ugorowanie części gruntów, czyli wyłączenie ich z użytkowania (4 proc. ziemi należących do gospodarstw o powierzchni większej niż 10 ha powinno pozostawać odłogiem, by umożliwić ziemi regenerację) – rolnicy wskazują, że obowiązek ten będzie skutkował spadkiem produkcji i dochodów;
- strategia „Od pola do stołu”, zakładająca zmniejszenie użycia chemicznych pestycydów o co najmniej 50 proc. do roku 2030 – rolnicy uważają, że przepisy te uniemożliwią utrzymanie produkcji na dotychczasowym poziomie, co z kolei zagrozi bezpieczeństwu żywnościowemu Europy i uzależni ją od importu żywności spoza Unii Europejskiej;
- zmniejszenie stosowania nawozów sztucznych o co najmniej 20 proc. – tutaj argumenty są podobne do tych związanych z postulatem redukcji zastosowania pestycydów.